# 727 Nipponia
727 Nipponia è un asteroide della fascia principale del diametro medio di circa 32,17 km. Scoperto nel 1912, presenta un'orbita caratterizzata da un semiasse maggiore pari a 2,5660401 UA e da un'eccentricità di 0,1063360, inclinata di 15,05290° rispetto all'eclittica.
Il suo nome è un omaggio al Giappone, dove l'asteroide fu scoperto per caso nel 1900 e nel 1908.